# البيادر (مسلسل)
البيادر مسلسل سوري من إنتاج عام 1976، تأليف علي عقلة عرسان وفوزي الربعي شارك فيه رشيد عساف - فيلدا سمور - عبد الله عباسي - أحمد عداس - فايزة شاويش - عباس النوري من إخراج محمد فردوس أتاسي.